# Marattia howeana
Marattia howeana là một loài dương xỉ trong họ Marattiaceae. Loài này được P.S.Green mô tả khoa học đầu tiên năm 1988.
Danh pháp khoa học của loài này chưa được làm sáng tỏ. 

## Hình ảnh

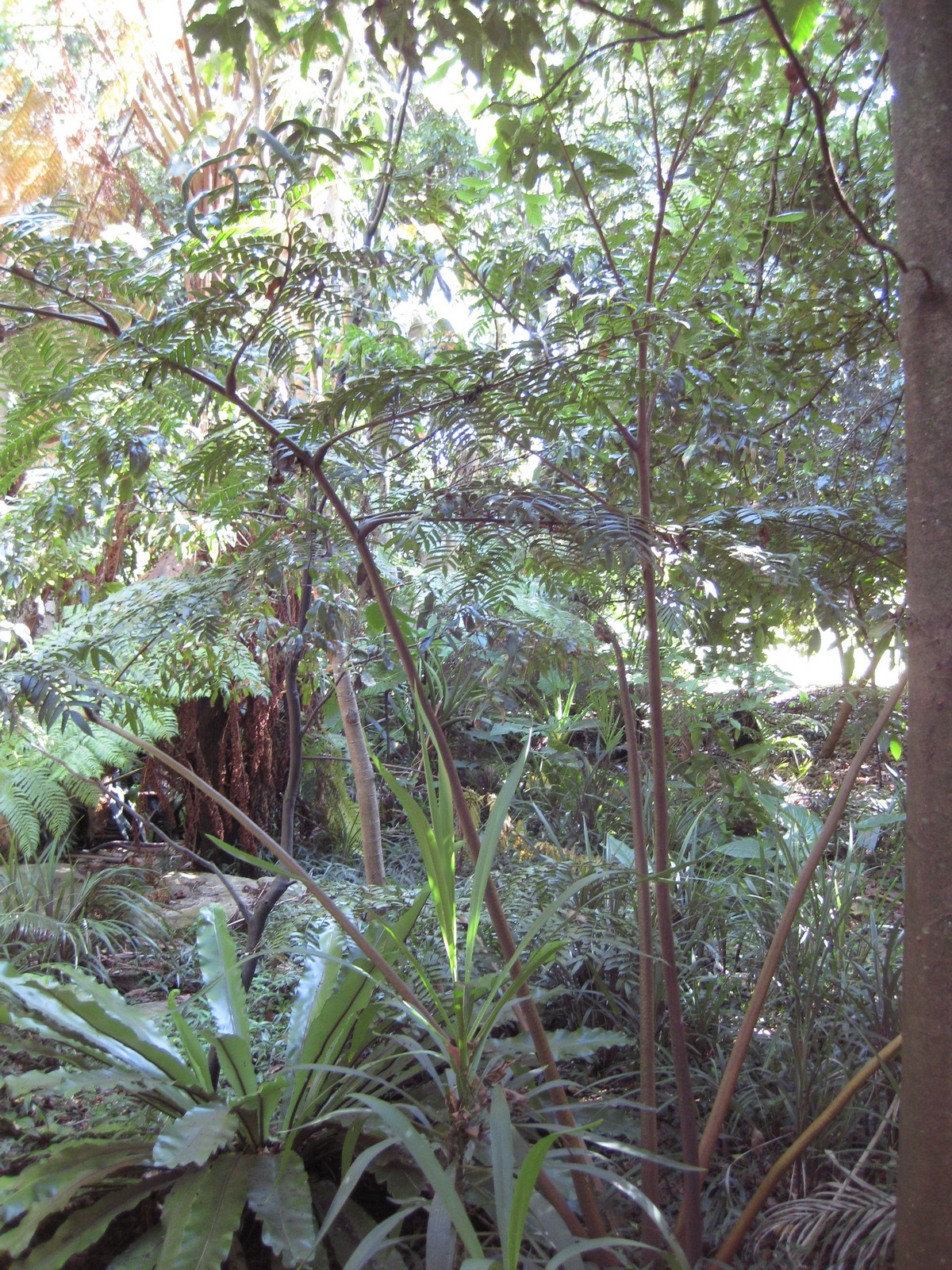
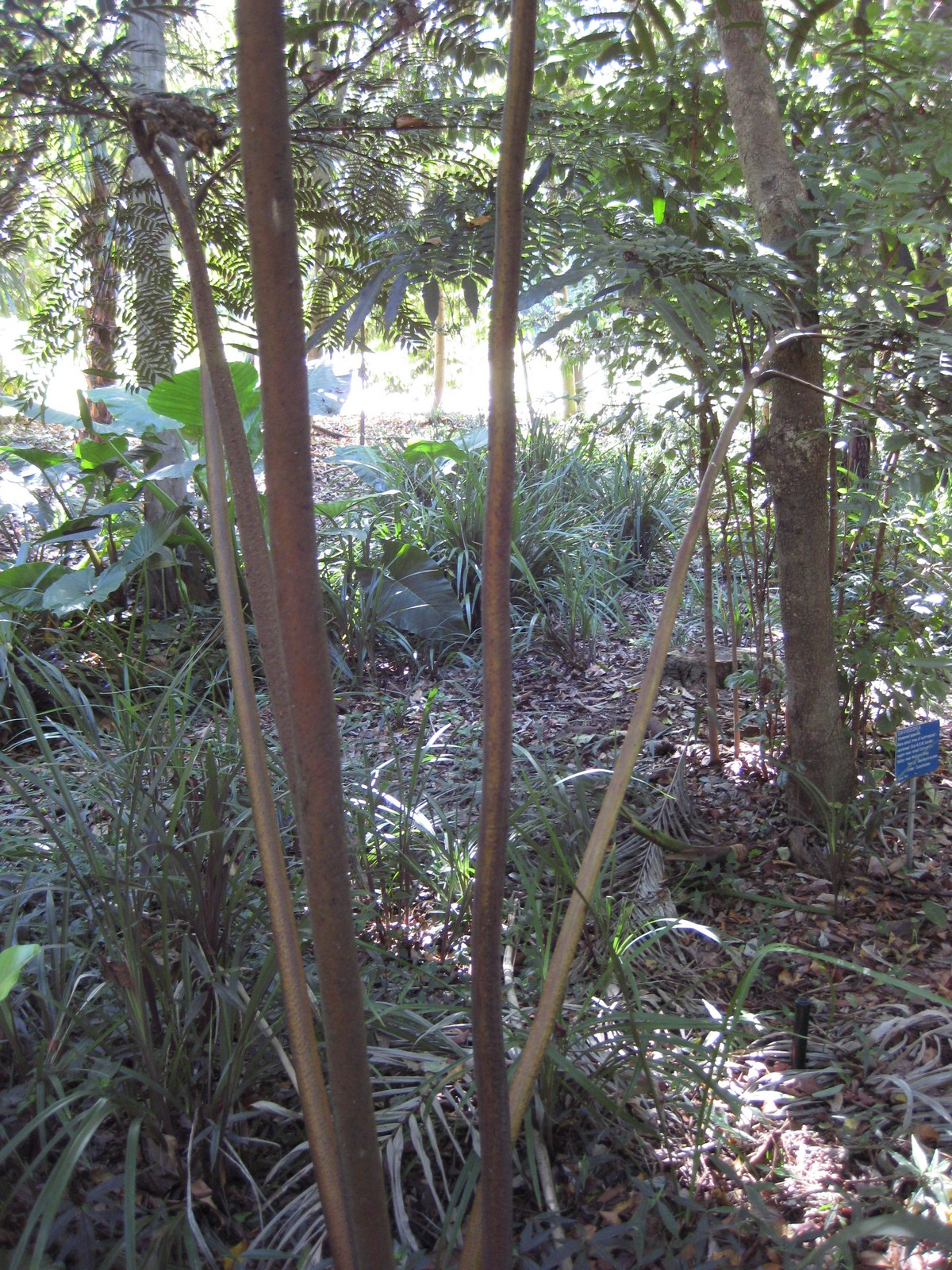
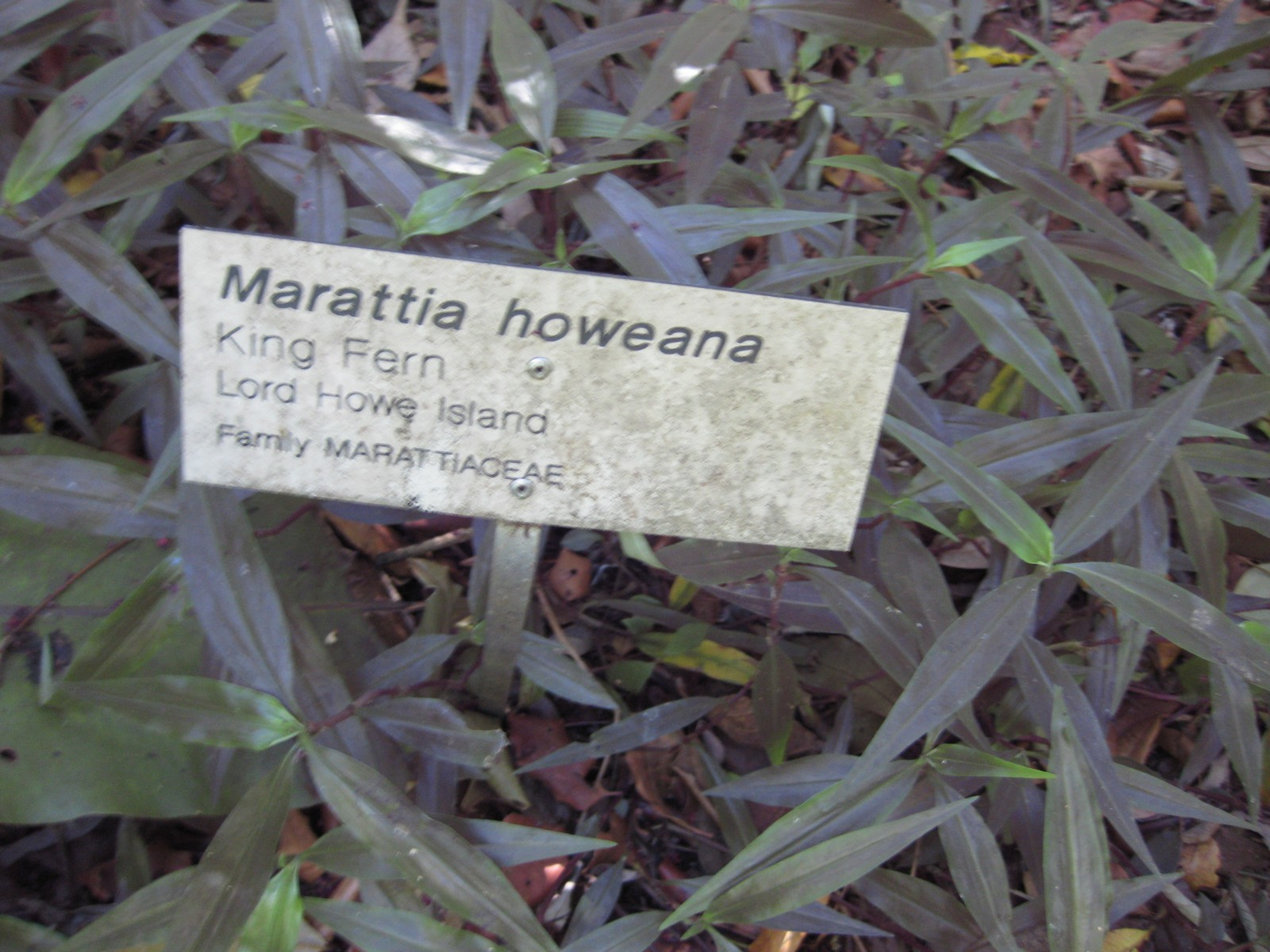